# Birutė Kalėdienė
Birutė Kalėdienė (ur. 2 listopada 1934 w Baltrušiai) – litewska lekkoatletka specjalizująca się w rzucie oszczepem, która reprezentowała Związek Radziecki.
Dwukrotna uczestniczka igrzysk olimpijskich - Rzym 1960 oraz Tokio 1964. W Rzymie zajęła trzecie miejsce i zdobyła brązowy medal. Cztery lata później, w Japonii, uplasowała się tuż za podium na czwartej lokacie. W 1958 zdobyła srebro mistrzostw Europy. Rekord życiowy: 57,49 (1958) – były rekord świata.